# Hannes Schöner
Hannes Schöner, född 24 juni 1953 i Köln, Bickendorf, är en tysk sångare och musiker.

## Karriär
1982 producerade Harold Faltermeyer ett album med Schöner.
1984 grundade Schöner bandet "Fair Control", med Bernd Göke, som utvecklats under fem engelska titlar. Dessa producerade han med Peter Columbus. Hans sista officiella solosingel  tog han 1988 med "You may never be born/Sie können nie geboren zu sein" - en tysk version av Chris Normans hit "Broken Heroes".

## Diskografi

### Hannes Schöner
- 1980 - Judy's Café / Du bist der Stoff aus dem die Träume für mich sind
- 1980 - Ich bin für die Liebe / Rock'n Roll Sänger
- 1982 - Sommernacht in unsrer Stadt / Zwei wie wir
- 1982 - Nun sag' schon Adieu / Bald regiert der Wassermann
- 1982 - Wenn Du willst / Im Himmel ist der Teufel los
- 1983 - Viele Grüsse an Maria / Engel auf Zeit
- 1982 - Willst Du träumen / Die Stunde der Wahrheit
- 1983 - Willst Du träumen (Album)
- 1984 - Wehrlos / Ein ganz normaler Tag
- 1987 - Bleib / Lieb mich bis zum Morgen
- 1988 - Vielleicht wirst Du nie geboren / Nur manchmal in der Nacht

### Christopher John Band
- 1981 - I'm a first class fool again / You and me

### Fair Control
- 1985 - Angel Eyes
- 1985 - Symphony Of Love
- 1986 - We Can Fly Together
- 1986 - Letter from India

### Balboa Park
- Cherrymoon of love / Addicted to love

### Höhner
- 1987 - Für dich
- 1988 - Guck mal
- 1989 - Wenn's dir gut geht
- 1999 - Hey Kölle